# Jon M. Chu
Jonathan Murray Chu (sinh ngày 2 tháng 11 năm 1979) là đạo diễn, nhà sản xuất phim và biên kịch người Mỹ. Anh được biết đến với vai trò đạo diễn các phim Crazy Rich Asians năm 2018 và  Wicked (2024).
Một số phim khác mà anh đã đạo diễn có thể kể đến như: Step Up 2: The Streets (2008) và Step Up 3D (2010), phim nhạc kịch Jem and the Holograms (2015) và In the Heights (2021).

## Tiểu sử
Chu sinh ra tại Palo Alto, California và lớn lên ở khu Los Altos, là con út trong một gia đình có năm anh chị em. Anh theo học trường Pinewood từ mẫu giáo cho tới hết trung học. Mẹ anh, Ruth Chu, sinh ra ở Đài Loan, còn cha anh, Lawrence Chu, là người Tứ Xuyên, Trung Quốc. Gia đình anh có một nhà hàng tên Chef Chu's.
Anh từng học trường Đại học Nam California và tốt nghiệp bằng Cử nhân Mỹ thuật (BFA) năm 2003.

## Đời tư
Chu kết hôn với một nhà thiết kế đồ hoạ tên Kristin Hodge vào ngày 27 tháng 7 năm 2018 tại St. Helena, California, sau khi sinh con gái Willow Chu, trước đó vào năm 2017. Anh chia sẻ mình đặt tên con theo phim Willow năm 1988. Cả hai có con trai thứ hai tên Jonathan Heights Chu năm 2019, đặt theo phim In the Heights mà khi đó anh đang đạo diễn. Họ sinh thêm ba người con nữa là con gái Ruby, con trai Iggy và con gái Stevie Sky.

## Danh sách phim

### Điện ảnh
| Năm  | Tên                    | Đạo diễn | Sản xuất |
| ---- | ---------------------- | -------- | -------- |
| 2008 | Step Up 2: The Streets | Có       | Không    |
| 2010 | Step Up 3D             | Có       | Không    |
| 2013 | G.I. Joe: Retaliation  | Có       | Không    |
| 2015 | Jem and the Holograms  | Có       | Có       |
| 2016 | Now You See Me 2       | Có       | Không    |
| 2018 | Crazy Rich Asians      | Có       | Không    |
| 2021 | In the Heights         | Có       | Không    |
| 2024 | Wicked                 | Có       | Không    |
| 2025 | Wicked Part Two        | Có       | Không    |

Nhà sản xuất
- Dance Camp (2016)
- Step Up: Year of the Dance (2019)

Giám đốc điều hành
- Step Up: Revolution (2012)
- Step Up: All In (2014)